# Telekocsi

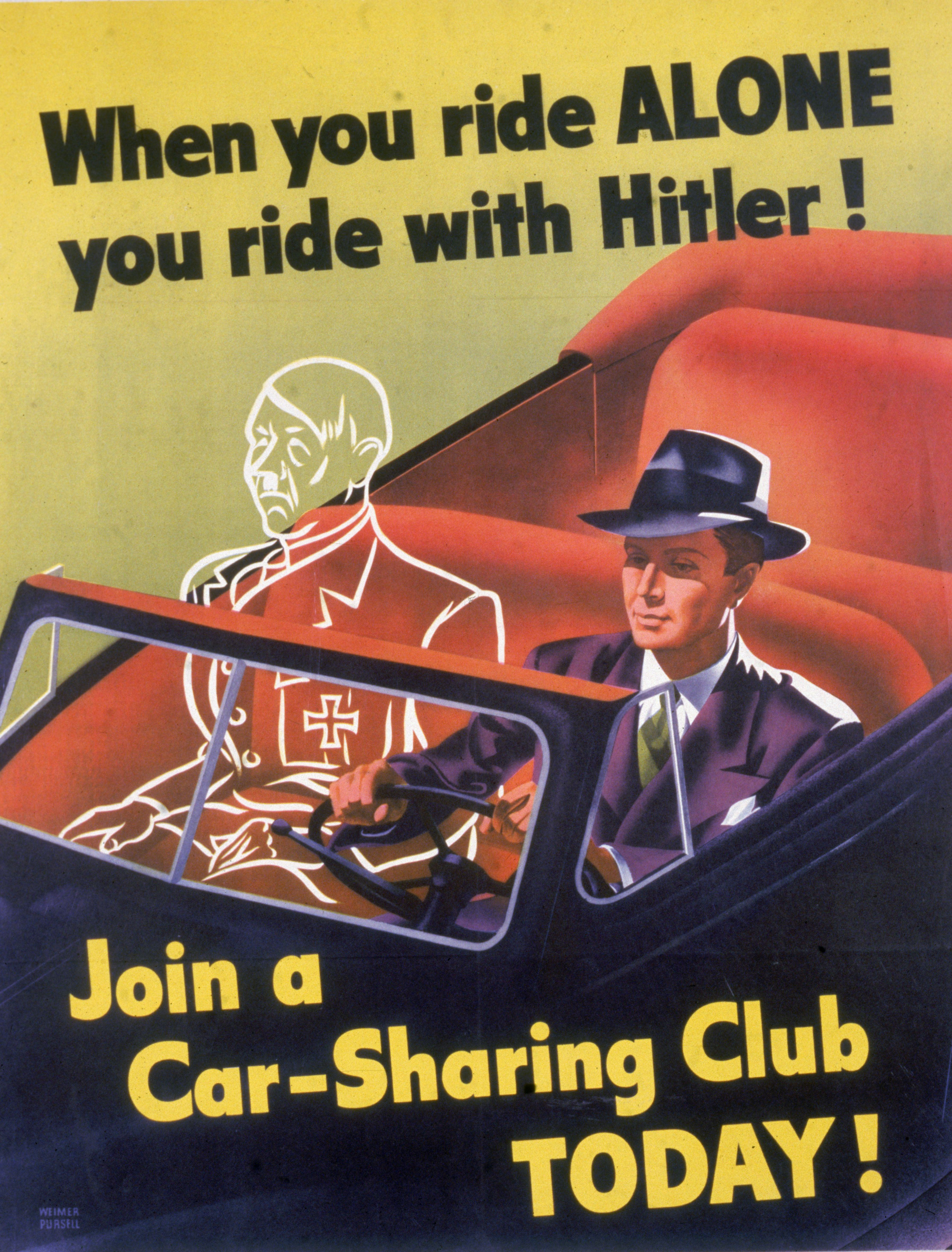
Ezzel a propagandaplakáttal sürgette a telekocsik terjedését az Amerikai Egyesült Államok kormánya a második világháború idején. A plakát felirata magyarul „Hitlerrel autózik, aki egyedül autózik. Még ma lépjen be egy telekocsi-klubba.”

A telekocsi  (angolul carpooling) egy autónak a vezető és egy vagy több utas általi közös használatát jelenti; általában ingázásra használják. A közös gépjárműhasználatra vonatkozó intézkedések és rendszerek különböző mértékben formalizáltak és szabályozottak. Telekocsi projektek szervezett formában az 1970-es évek közepe táján voltak jellemzőek.
A tagok vagy saját autót, vagy egy közösen bérelt járműt használnak közös utazásra. Nem használják a tömegközlekedési eszközöket, mint például a taxit. Vállalatok, kormányzati és katonai szervezetek gazdasági vagy egyéb okból osztottan használt személygépkocsi-parkja nem tartozik a közös gépjárműhasználathoz.
A telekocsi csökkenti az ismétlődő vagy hosszú távú közlekedés költségeit, a tagok megosztják a bérleti díjat, vagy fizetnek a fő gépkocsi-tulajdonosnak. Egyes országok bevezették a magas kihasználtságú járműsávokat, hogy ösztönözzék a telekocsi és a tömegközlekedés használatát a forgalmi torlódások elkerülésének érdekében. Háborúk idején a telekocsi használatát az üzemanyag-megtakarítás érdekében ösztönözték. Az úton lévő autók számának csökkentésével a telekocsi csökkenti a környezetszennyezést, valamint a szükséges parkolóhelyek számát, és globális szempontból csökkenti az üvegházhatást okozó gázok kibocsátását. A közös vezetés csökkentheti a vezetői stresszt is.
Egyes esetekben a vállalatok vagy a helyi hatóságok ösztönzik a telekocsikat, gyakran a nagyobb közlekedési programok részeként. Ezek közé tartozik a központi kereső- és felvevőhelyek, a kedvezményes parkolás és tanácsadás. Ezek használata fokozódott az internet, a mobiltelefonok és más kommunikációs rendszerek révén. Egy útitárskereső iroda is nyújthat szolgáltatásokat meghatározott területeken. A dinamikus útitárskeresés koncepcióban egy külön rendszer keres az ajánlatok közül, amit az utazók jóváhagyhatnak.
A telekocsi rugalmatlan lehet gyakori megállások és munkaidő-változások esetén. Néhány nagyobb telekocsi rendszer ajánl „seprő szolgáltatást”, azaz későbbi utazási lehetőségeket is. Egy további biztonsági lehetőség lehet egy helyi taxitársasággal kötött „garantált hazaszállítási” megállapodás.
A telekocsizás egy új típusa a GPS-alapú telekocsizás. Ez rugalmasságban a stoppolással vetekszik, viszont ugyanúgy biztosítja a telekocsizás biztonságát. Itt a folyamat első lépéseként a sofőr közvetlenül elindulás előtt megadja úticélját, és bekapcsolja a telekocsi rendszer GPS alkalmazását. A tárolt hely- és célpont-adatok alapján az utas közvetlenül az utazási igény felmerülésekor, valós időben tud keresni a közelben tartózkodó, vele azonos úticéllal és üres férőhelyekkel rendelkező autósok közt.

## Lásd még
- Autóstop
- Telekocsi-sáv